# Biscutella mediterranea
Biscutella mediterranea är en korsblommig växtart som beskrevs av Claude Thomas Alexis Jordan. Biscutella mediterranea ingår i släktet Biscutella och familjen korsblommiga växter. Inga underarter finns listade i Catalogue of Life.